# Brad Evans (soccer)
Pour les articles homonymes, voir Brad Evans et Evans.
Brad Evans, né le 20 avril 1985 à Phoenix, Arizona, États-Unis, est un joueur international américain de soccer. Défenseur ou milieu de terrain, il évolue durant l'essentiel de sa carrière avec Sounders de Seattle en MLS. Il était un des membres de l'équipe des États-Unis qui a disputé la Coupe du monde de football des moins de 20 ans 2005 aux Pays-Bas.

## Biographie

### Carrière en club
Le 20 février 2018, il s'engage en faveur du Sporting de Kansas City en tant qu'agent libre.